# LinuxMCE
LinuxMCE (Linux Media Center Edition) est une distribution Linux libre et open source permettant à un ordinateur d'agir comme un média center, un contrôleur de solution domotique, un centre d'appel et un système de sécurité basé sur la vidéo.

## Historique
LinuxMCE, lancé par Paul Webber, est un dérivé du projet PlutoHome. Il a été adapté pour fonctionner sur une distribution Linux standard, Kubuntu. La plupart des composants logiciels originels ont été améliorés et sont désormais publiés sous licence GPL.

## Architecture
LinuxMCE est découpé en deux parties : le noyau qui est le serveur central et fournit ses services à travers la maison. Il agit comme le système de stockage central et envoie les commandes et les messages vers les différents médias (appelés Media Director), chacun d'entre eux étant connecté a un écran. Si le noyau est également un média (donc connecté à un écran), on parle alors de système hybride.
Chaque média peut démarrer via le réseau à partir du noyau. De cette manière, seul le noyau a besoin d'être mis à jour et sauvegardé.
La plupart des calculs sont réalisés par le noyau. Ainsi, les prérequis pour les médias sont assez faibles ; ils sont donc généralement petits et silencieux. Par contre, le noyau peut être placé n'importe où dans la maison mais doit être assez puissant pour supporter le système d'exploitation.
Cette architecture permet à LinuxMCE d'utiliser et contrôler n'importe quel matériel connecté au noyau par le biais des médias. Par exemple, si un film commence dans le salon, LinuxMCE peut éteindre la lumière dans cette pièce et éteindre la radio du bureau. Si le téléphone IP sonne, LinuxMCE peut afficher le numéro sur l'écran et mettre le film en pause.

## Composants logiciels
LinuxMCE est installé sur Kubuntu et utilise des applications Open Source telles que Asterisk, Xine, MythTV, Video Disk Recorder, Firefox, VLC et SlimServer. Une version 64 bits de LinuxMCE est encore en développement. La communication entre ces programmes est assurée par des scripts Ruby. 
À l'heure actuelle, LinuxMCE utilise SVN comme système de gestion de versions.